# Macraucheniidae
Los macrauquénidos (Macraucheniidae) son una familia extinta de mamíferos placentarios del orden Litopterna perteneciente al clado Meridiungulata. Es el género más reciente de litopterno (vivió en el Pleistoceno). Macrauchenia , fue el único grupo que sobrevivió al gran intercambio americano. Desapareció en el Cuaternario después que el hombre poblara Sudamérica.

## Características
Era un animal más robusto y corpulento que un caballo, de miembros largos, con tres dedos en cada pie, como los tapires, un cuello largo como el de una jirafa, cuyo nicho ecológico ocupaba con formas intermedias que recuerdan al okapi y un cráneo pequeño y provisto, en vida, con una corta trompa parecida a la de un tapir. Macrauchenia tiene la fosa nasal anterior con la forma de una abertura elíptica colocada arriba, hacia la mitad del cráneo, el cual, adelante de la mencionada fosa, se extiende formando techo convexo continuo hasta el borde alveolar de los incisivos, lo que constituye una conformación única en los mamíferos. El género Theosodon del Mioceno santacruceño, Scalabrinitherium entrerriano y Promacrauchenia de la formación Araucana, de hasta Macrauchenia del Pleistoceno.
La dentadura de todo el grupo presenta la dotación de los primeros mamíferos, con 44 dientes. Los macrauquenios Producto de la evolución convergente son, en su mayor parte, animales semejantes a los jiráfidos o a los camélidos. Sus dientes son, por lo general, más sencillos que los de los ungulados de otros lugares; la dentadura seguía siendo completa y el intersticio o diastema entre los dientes anteriores y las muelas no estuvo nunca tan desarrollado. Las extremidades presentan siempre tres dedos como en los rinocerontes o ceratomorfos, pertenecientes al orden de los perisodáctilos, con los que no están relacionados evolutivamente. Aunque algunas especies presentan parecido con los antas (Tapiridae) y Brontotheriidae y rinocerontes (Rhinocerotidae. 
Su sentido más desarrollado era el olfato, seguido del oído. Aun siendo animales sigilosos, debieron poseer un amplio repertorio vocal con el que comunicarse. Los machos debían emitir sonidos en buscan de pareja durante la época de apareamiento.
Los dientes no presentan especialización. Se parecían un poco a los de los roedores, estaban adaptados para masticar, no para pacer, apropiados para animales que vivían en la maleza, alimentándose de plantas arbustivas y herbáceas.
En vida, Promacrauchenia se habría asemejado a un asno, o un okapi. El nicho ecológico fue posteriormente ocupado por litopternos de mayor tamaño y en la actualidad en parte por el guanaco.

## Icnitas
En el sector de la costa norte del golfo San Matías conocido como Punta Bermeja (en el Tardío-Plioceno Temprano) provincia de Río Negro, Argentina, se encontraron icnitas o huellas, en este caso huellas plantares de las extremidades. Las huellas son de 4 cm de profundidad y se extienden a lo largo de 1,30 m. Las huellas son tridáctilas con mesaxonia evidente y gran ángulo de paso (130°). El dedo medio se extiende 3 cm por delante de los laterales. Las plantas o palmas de los pies son subcirculares a piriformes, mostrando un cierto parecido con las huellas del alcaraván. En el hueco de la pisada se observan depresiones que se atribuyen a almohadillas digitales similares a las de los camélidos y una concavidad posterior correspondiente a la impresión plantar 0,145 de longitud y 0,120 de ancho, con una separación angular entre los dedos de 30°. Los pies y manos son similares. Datadas en el Plioceno temprano, se las considera dejadas por macrauquénidos del género Promacrauchenia.

## Clasificación
Los macrauquénidos incluyen dos subfamilias y diversos géneros:
- Llullataruca
- Subfamilia Cramaucheniinae

Caliphrium
Coniopternum
Cramauchenia
Phoenixauchenia
Polymorphis
Pternoconius
Theosodon
- Subfamilia Macraucheniinae

Cullinia
Huayqueriana
Macrauchenia
Oxyodontherium
Macraucheniopsis
Oxyodontherium
Paranauchenia
Promacrauchenia
Scalabrinitherium
Windhausenia
Xenorhinotherium